# The Shoop Shoop Song (It's in His Kiss)
The Shoop Shoop Song (It's in His Kiss) è una canzone scritta da Rudy Clark. Le registrazioni più conosciute del brano sono quelle del 1964 di Betty Everett e quella del 1990 di Cher, entrambe arrivate ai vertici della classifica generale di Billboard.

## Descrizione
La prima registrazione del brano fu eseguita da Merry Clayton, nel 1963, nel periodo in cui faceva parte del gruppo The Raelettes.. Molte altre cover furono realizzate in seguito, fra le quali quelle di Linda Ronstadt, Aretha Franklin, Cher, The Supremes e Lulu. Versioni in cui il sesso del destinatario del brano viene cambiato (It's in Her Kiss anziché It's in His Kiss) sono state realizzate dai The Newbeats, The Hollies, The Searchers e Simon 'Manfred' Howard. Linda Lewis ebbe un notevole successo nel Regno Unito con la sua versione del 1975, così come Kate Taylor nel 1977.
Benché non fu mai registrata in studio, Linda Ronstadt e Phoebe Snow eseguirono The Shoop Shoop Song in duetto durante i loro concerti negli anni settanta ed al Saturday Night Live nel 1976.

## Versione di Betty Everett
La versione di Betty Everett fu la prima ad entrare in classifica: pubblicata nel 1964, lo stesso anno dell'originale di Clayton, arrivò alla sesta posizione della classifica generale di Billboard. Il singolo fu incluso nell'album della Everett It's in His Kiss.

### Classifiche
| Classifica(1964)                               | Posizione massima |
| ---------------------------------------------- | ----------------- |
| Classifica generale di Billboard (Stati Uniti) | 6                 |
| Classifica rhythm and blues (Stati Uniti)      | 1                 |
| Regno Unito                                    | 34                |

## Versione di Cher
Cher registrò The Shoop Shoop Song (It's In His Kiss) per la colonna sonora del film Sirene del 1990, in cui Cher era anche protagonista. Il brano viene messo nella versione europea del ventinovesimo album della cantante Love Hurts. Il singolo ottiene un notevole successo raggiungendo la prima posizione nel Regno Unito, ed entra nella top 10 di diversi paesi.

### Tracce
Singolo CD maxi
1. The Shoop Shoop Song (It's in His Kiss)
2. Baby I'm Yours
3. We All Sleep Alone

Singolo CD
1. The Shoop Shoop Song (It's in His Kiss)

### Classifiche
| Classifica (1990)                            | Posizione più alta |
| -------------------------------------------- | ------------------ |
| U.S. Billboard Hot 100                       | 33                 |
| U.S. Billboard Hot 100 Singles Sales         | 2                  |
| U.S. Billboard Hot Dance Singles Sales       | 5                  |
| U.S. Billboard Hot Adult Contemporary Tracks | 7                  |
| Australia                                    | 1                  |
| Austria                                      | 1                  |
| Belgio                                       | 1                  |
| Canada                                       | 2                  |
| Paesi Bassi                                  | 1                  |
| Europa                                       | 1                  |
| Francia                                      | 1                  |
| Germania                                     | 1                  |
| Irlanda                                      | 1                  |
| Nuova Zelanda                                | 1                  |
| Norvegia                                     | 1                  |
| Portogallo                                   | 1                  |
| Spagna                                       | 1                  |
| Svezia                                       | 1                  |
| Svizzera                                     | 1                  |
| Regno Unito                                  | 1                  |